# Зигзаг (печера)
Зигзаг (рос. Зигзаг) — печера в Башкортостані, Росія. Печера комплексного (горизонтально-вертикального) типу простягання. Загальна протяжність — 2500 м. Глибина печери становить 120 м. Категорія складності проходження ходів печери — 2Б. Печера відноситься до Кутукського підрайону Бельсько-Нугуського району Південної області Західноуральської спелеологічної провінції.